# Schloßberg 6 (Quedlinburg)

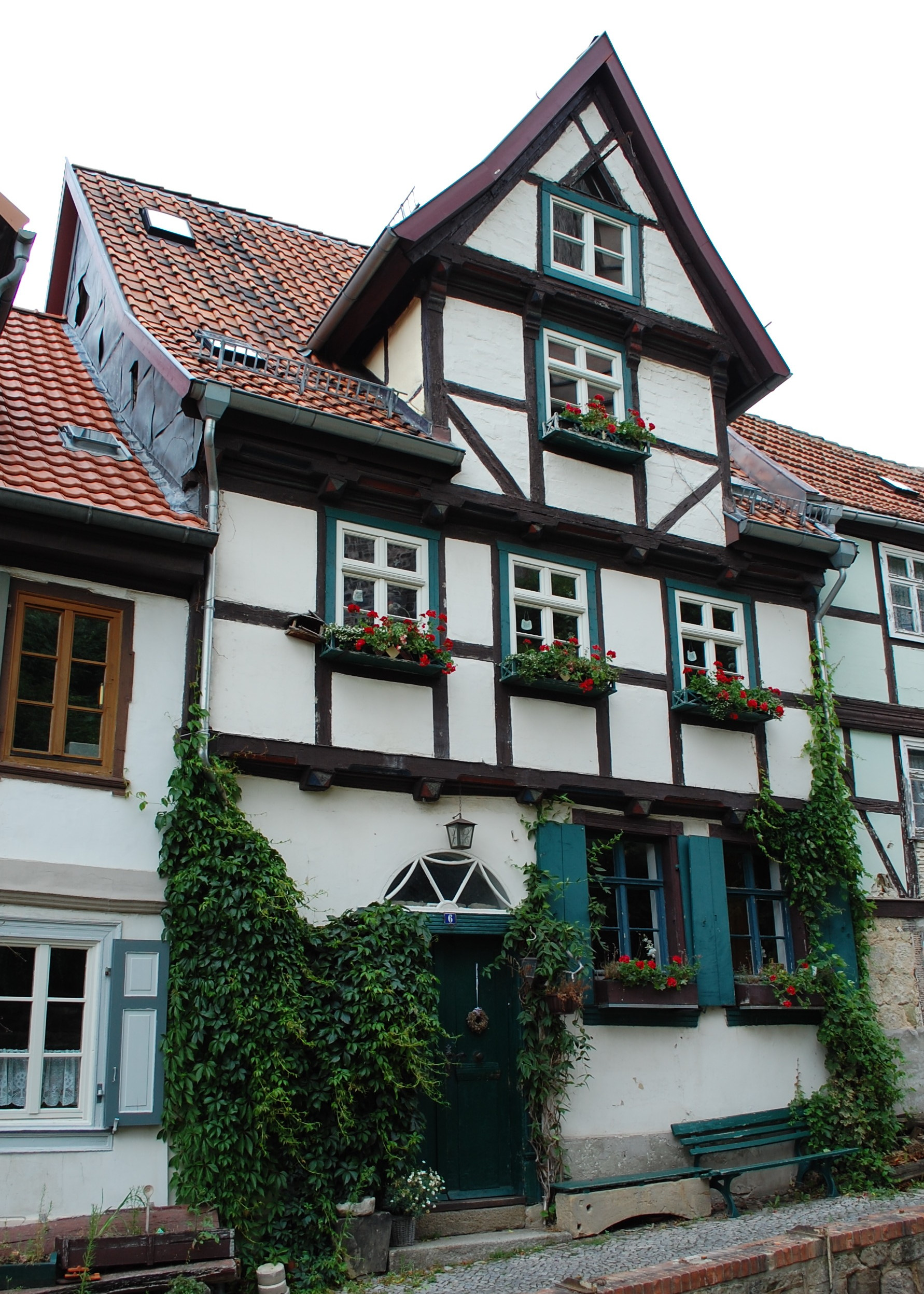
Haus Schloßberg 6

Das Haus Schloßberg 6 ist ein denkmalgeschütztes Gebäude in der Stadt Quedlinburg in Sachsen-Anhalt.

## Lage
Es befindet sich westlich des Quedlinburger Schloßbergs im Stadtteil Westendorf. Das Haus ist im Quedlinburger Denkmalverzeichnis als Wohnhaus eingetragen und gehört zum UNESCO-Weltkulturerbe. Gegenüber dem Haus befinden sich die Felsen des Schloßberges. Links grenzt das gleichfalls denkmalgeschützte Haus Schloßberg 5, rechts das Haus Schloßberg 7 an.

## Architektur und Geschichte
Das schmale zweigeschossige Fachwerkhaus entstand in der Zeit um 1680. Die Traufhöhe des Gebäudes weicht von den der benachbarten Häuser ab. Der nur dreiachsige Bau trägt ein hohes Zwerchhaus. Die Fachwerkfassade ist mit Pyramidenbalkenköpfen verziert. 
Bemerkenswert ist die wohl aus dem frühen 19. Jahrhundert stammende Haustür des Gebäudes.